# Казаков, Николай Васильевич
Никола́й Васи́льевич Казако́в (1924—?) — сержант Рабоче-крестьянской Красной армии, участник Великой Отечественной войны, Герой Советского Союза (1944), лишён звания в 1947 году.

## Биография
Николай Казаков родился в 1924 году. В 1942 году он был призван на службу в Рабоче-крестьянскую Красную Армию Истринским районным военным комиссариатом Московской области. Участвовал в боевых действиях в ходе Великой Отечественной войны. К июню 1944 года имел звание сержанта, занимал должность командира орудия 1309-го истребительно-противотанкового артиллерийского полка 46-й отдельной истребительно-противотанковой бригады Резерва Главной Ставки. Отличился в боях в Ленинградской области в 1944 году.
10 июня 1944 года, во время прорыва полосы укреплений финских войск у деревни Александровка Казаков работал наводчиком по прямой наводке. Огнём из своего орудия с расстояния в 100 метров он проделал два прохода в проволочных заграждениях и минных полях противника. В ходе атаки огнём своего орудия он уничтожил дзот, находящееся в нём орудие и две пулемётных точки, уничтожил около 40 финских солдат и офицеров. Во время боя два орудийных расчёта его подразделения вышли из строя, и Казаков со своим расчётом выполнил боевую задачу за весь взвод. Был дважды ранен мелкими осколками, но не покинул поля боя и продолжил вести огонь.
14 июня 1944 года в бою у деревни Кутерселька (Выборгский район Ленинградской области), выкатив своё орудие на расстояние 200 метров от линии укреплений противника, и невзирая на массированный огонь артиллерии и снайперов, пробил проход пехоте в проволочных заграждениях и гранитных надолбах. В бою им были уничтожены две пулемётных точки, засыпаны две амбразуры дзотов, уничтожены порядка 30 финских солдат и офицеров. В том же бою орудие Казакова было разбито, а сам он был ранен. Когда из строя выбыл расчёт второго орудия его взвода, Казаков, сопровождая атаку 133-го стрелкового полка, обстрелял из него опушку леса, где на позициях находились финские снайперы, и уничтожил один пулемёт.
22 июня 1944 года в боях за станцию Тали Казаков вновь пробил проход для пехоты в проволочных заграждениях и гранитных надолбах. В бою им были разбиты два орудия противника, один дзот, два пулемёта, уничтожены около 30 финских солдат и офицеров. В бою был легко ранен в грудь, но вновь остался в строю.
Указом Президиума Верховного Совета СССР от 21 июля 1944 года сержант Николай Казаков был удостоен высокого звания Героя Советского Союза с вручением ордена Ленина и медали «Золотая Звезда».
Указом Президиума Верховного Совета СССР от 10 октября 1947 года Казаков был лишён звания Героя Советского Союза. Причины лишения и дальнейшая его судьба не установлены.